# Matteo Sandonà
Matteo Sandonà, né le 15 avril 1883 à Schio en Italie et mort en 1964, est un peintre.

## Biographie
Il a grandi dans les Alpes. Il a immigré avec sa famille au New Jersey en 1894. Deux ans plus tard, il revient en Europe pour quatre années d'études à l'Académie des Beaux-Arts de Vérone et à Paris sous Napoleone Nani et Mosè Bianchi. Après son retour aux États-Unis, il suit une nouvelle formation à la National Academy of Design. En 1901, lui et son père s'installèrent à San Francisco. Sandonà est cofondateur de la California Society of Artists en 1901. En 1903, il fait le premier de plusieurs voyages à Hawaï, où il a peint des portraits des élites du territoire
Matteo Sandonà est surtout connu pour l’impasto de ses portraits de la société. Le Honolulu Museum of Art, le Musée d'Oakland de Californie (Oakland, en Californie), le Musée des beaux-arts de San Francisco, et le Musée d'Art de Springville (Springville, Utah) sont parmi les collections publiques qui conservent les œuvres de Matteo Sandonà,. En 1903, il a peint plusieurs membres de la famille Kawananakoa, des princes de Hawaï.

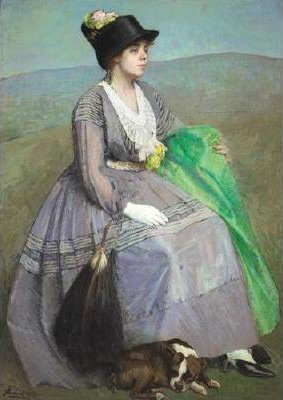
Gertrude and Boots (1914).